# Меттью Лоутон
Меттью Лоутон (англ. Matthew Lowton, нар. 9 червня 1989, Честерфілд) — англійський футболіст, правий захисник клубу «Бернлі».

## Ігрова кар'єра
Народився 9 червня 1989 року в місті Честерфілд. Вихованець юнацьких команд футбольних клубів «Лідс Юнайтед» та «Шеффілд Юнайтед». У 2008—2010 роках для отримання ігрової практики грав на правах оренди у складі команд «Шеффілд» та «Ференцварош».
На початку 2010 року повернувся у «Шеффілд Юнайтед», дебютувавши за рідну команду в березні 2010 року в матчі проти «Кардіфф Сіті», що закінчився внічию 1:1, а з наступного сезону Меттью став основним гравцем і у вересні продовжив свій контракт з «Шеффілд Юнайтед», а через місяць забив свій дебютний гол у кар'єрі, вразивши ворота «Бернлі» (3:3). У цьому сезоні він грав регулярно, записавши на свій рахунок ще 4 голи, але його команда вилетіла в Першу лігу. Після пониження в класі Лоутон продовжував залишатися ключовим гравцем команди, підписавши з «клинками» в серпні 2011 року новий контракт. Загалом за три сезони Меттью взявши участь у 78 матчах чемпіонату за клуб.
6 липня 2012 року Лоутон перейшов до вищолігового клубу «Астон Вілла» і дебютував за нову команду 18 серпня в матчі Прем'єр-ліги проти «Вест Гем Юнайтед» (0:1). Свій перший гол за" віллу «в офіційних матчах Лоутон записав на свій рахунок у переможній зустрічі проти »Свонсі Сіті" (2:0). Всього відіграв за команду з Бірмінгема наступні три сезони своєї ігрової кар'єри. Більшість часу, проведеного у складі «Астон Вілли», був основним гравцем захисту команди.
22 червня 2015 року Лоутон перейшов у клуб Чемпіоншипу «Бернлі», з яким за підсумками дебютного сезону посів 1 місце і вийшов до Прем'єр-ліги. Станом на 24 травня 2021 року відіграв за клуб з Бернлі 161 матч в національному чемпіонаті.

## Статистика виступів

### Статистика клубних виступів
| Сезон                       | Команда                     | Чемпіонат                   | Чемпіонат | Чемпіонат | Національний кубок | Національний кубок | Національний кубок | Континентальні кубки | Континентальні кубки | Континентальні кубки | Інші змагання | Інші змагання | Інші змагання | Усього | Усього |
| Сезон                       | Команда                     | Ліга                        | Ігор      | Голів     | Ліга               | Ігор               | Голів              | Ліга                 | Ігор                 | Голів                | Ліга          | Ігор          | Голів         | Ігор   | Голів  |
| --------------------------- | --------------------------- | --------------------------- | --------- | --------- | ------------------ | ------------------ | ------------------ | -------------------- | -------------------- | -------------------- | ------------- | ------------- | ------------- | ------ | ------ |
| серп.-лис. 2009             | «Ференцварош»               | НБ1                         | 5         | 0         | -                  | -                  | -                  | -                    | -                    | -                    | -             | -             | -             | 5      | 0      |
| лис. 2009–10                | «Шеффілд Юнайтед»           | ЧФЛ                         | 2         | 0         | КА+КЛ              | 0+0                | 0                  | -                    | -                    | -                    | -             | -             | -             | 2      | 0      |
| 2010–11                     | «Шеффілд Юнайтед»           | ЧФЛ                         | 32        | 4         | КА+КЛ              | 0+0                | 0                  | -                    | -                    | -                    | -             | -             | -             | 32     | 4      |
| 2011–12                     | «Шеффілд Юнайтед»           | 1Л                          | 44+3      | 6+0       | КА+КЛ              | 3+2                | 0                  | -                    | -                    | -                    | ТФЛ           | 3             | 0             | 10     | -11    |
| Усього за «Шеффілд Юнайтед» | Усього за «Шеффілд Юнайтед» | Усього за «Шеффілд Юнайтед» | 78+3      | 10+0      |                    | 5                  | 0                  |                      | -                    | -                    |               | 3             | 0             | 89     | 10     |
| 2012–13                     | «Астон Вілла»               | ПЛ                          | 37        | 2         | КА+КЛ              | 1+6                | 0                  | -                    | -                    | -                    | -             | -             | -             | 44     | 2      |
| 2013–14                     | «Астон Вілла»               | ПЛ                          | 23        | 0         | КА+КЛ              | 1+1                | 0                  | -                    | -                    | -                    | -             | -             | -             | 25     | 0      |
| 2014–15                     | «Астон Вілла»               | ПЛ                          | 12        | 0         | КА+КЛ              | 1+0                | 0                  | -                    | -                    | -                    | -             | -             | -             | 13     | 0      |
| Усього за «Астон Віллу»     | Усього за «Астон Віллу»     | Усього за «Астон Віллу»     | 72        | 2         |                    | 10                 | 0                  |                      | -                    | -                    |               | -             | -             | 82     | 2      |
| 2015–16                     | «Бернлі»                    | ЧФЛ                         | 27        | 1         | КА+КЛ              | 0+0                | 0                  | -                    | -                    | -                    | -             | -             | -             | 27     | 1      |
| 2016–17                     | «Бернлі»                    | ПЛ                          | 36        | 0         | КА+КЛ              | 0+0                | 0                  | -                    | -                    | -                    | -             | -             | -             | 36     | 0      |
| 2017–18                     | «Бернлі»                    | ПЛ                          | 26        | 0         | КА+КЛ              | 1+0                | 0                  | -                    | -                    | -                    | -             | -             | -             | 27     | 0      |
| 2018–19                     | «Бернлі»                    | ПЛ                          | 21        | 0         | КА+КЛ              | 0+1                | 0                  | ЛЄ                   | 2                    | 0                    | -             | -             | -             | 24     | 0      |
| 2019–20                     | «Бернлі»                    | ПЛ                          | 17        | 0         | КА+КЛ              | 2+1                | 0                  | -                    | -                    | -                    | -             | -             | -             | 20     | 0      |
| Усього за «Бернлі»          | Усього за «Бернлі»          | Усього за «Бернлі»          | 127       | 1         |                    | 5                  | 0                  |                      | 2                    | 0                    |               | -             | -             | 133    | 1      |
| Усього за кар'єру           | Усього за кар'єру           | Усього за кар'єру           | 285       | 13        |                    | 20                 | 0                  |                      | 2                    | 0                    |               | 3             | 0             | 310    | 13     |